# ムハンマド・ムスタファ (パレスチナ自治政府首相)
ムハンマド・ムスタファ（アラビア語: محمد عبد الله محمد مصطفى "السفاريني"、英語: Mohammad Mustafa、1954年8月26日 - ）はパレスチナの経済学者、政治家。パレスチナ国およびパレスチナ自治政府の首相を2024年3月より務めている。
パレスチナ投資基金（PIF）理事長、マフムード・アッバース大統領（自治政府議長）の上級経済顧問、パレスチナ解放機構の執行委員会独立メンバーを務めたほか、パレスチナの副首相（2013～2014年、第15・16政権）、パレスチナ国民経済大臣（2014年、第16政権）を歴任した。2024年2月のムハンマド・シュタイエの辞任後は、パレスチナ国の首相に就任することが有力視されていた。
ムスタファは、ワシントンD.C.の世界銀行グループで15年以上にわたって諸分野の上級職を務め、豊富な国際経験を行政、国際機関、学界で積んでおり、投資・経済問題の著名な専門家として、クウェート政府の経済改革アドバイザーとサウジアラビア王国のパブリック・インベストメント・ファンドのアドバイザーをともに2年間務め上げた。

## 経歴
ムスタファは1954年8月26日、ヨルダン川西岸地区・トゥールカリム県のカフル・スール（Kafr Sur）で生まれたが、幼い頃に家族が西岸の家を追われ、クウェートに逃れた。バグダード大学に進学し同学で電気工学の学士号を、ジョージ・ワシントン大学で修士号と博士号を取得した。
現在、ムスタファはパレスチナ投資基金（PIF）の理事長である。2006年から2013年にかけては、PIFの最高経営責任者（CEO）も務めた。ムスタファの指導の下、PIFはパレスチナの主要な投資団体となり、約60件の投資を完遂し、12億ドルの外国投資を呼び込み、パレスチナ人に約75000人分の雇用をもたらした。PIFのCEOとして、ムスタファは、ワタニーヤ・モバイル（Wataniya Mobile）、アマール不動産投資会社（Amaar Real Estate Investment Company）、アル・リーハン不動産投資会社（Al Reehan Real Estate Investment Company）、パレスチナ発電公社（Palestine Power Generation Company）、ハザーナ資産運用公社（Khazanah Asset Management Company）、シャラカート中小企業基金（Sharakat Fund for Small businesses）など、パレスチナを代表する企業の設立を指揮した。2014年のガザ紛争後には、副首相としてガザ復興の責任者に任命された。

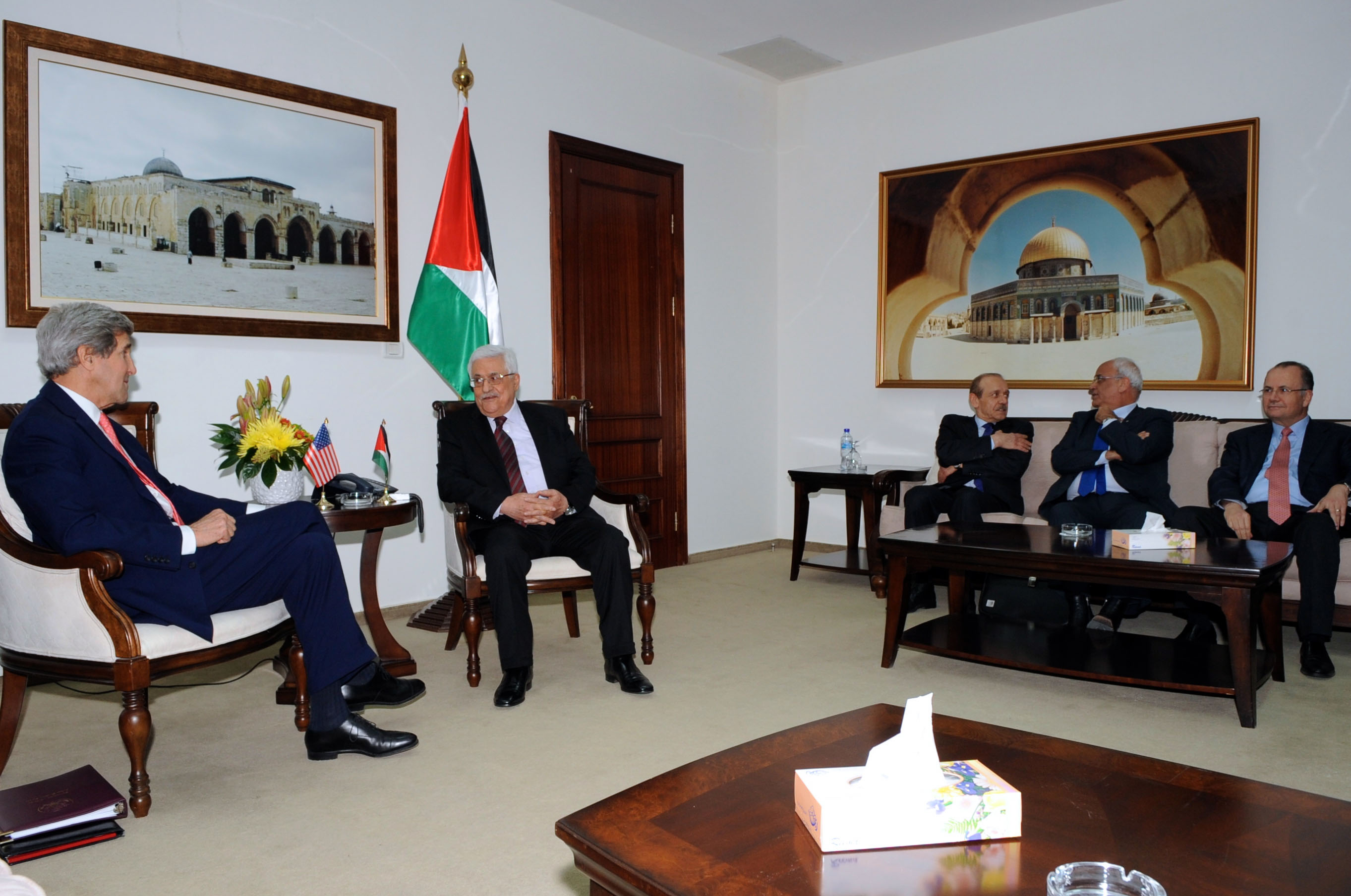
パレスチナ自治政府のマフムード・アッバース議長、ジョン・フォーブズ・ケリー米国務長官とムハンマド・ムスタファ（ヨルダン川西岸・ラマッラー、2014年1月3日）

PIFに参加する以前は、世界各地で主要な国際機関に勤務して経歴を持ち、世界銀行グループでは、経済開発・改革、プロジェクト・ファイナンス、民間セクター開発、電気通信事業の民営化、インフラ開発などの分野で上級職を歴任。世界銀行在職中、ムスタファはサバティカル休暇を取得し、PalTelの創業最高経営責任者を務めた。
2016年4月、アラブ諸国からパレスチナ自治政府への送金を確実にするためにモサック・フォンセカを利用したとされるパナマ文書に名前が挙げられた。

## パレスチナ首相に
2024年3月14日、パレスチナ自治政府のマフムード・アッバース議長はムハンマド・ムスタファを首相に任命した。この任命は、イスラエルと交戦中のハマース、イスラーム聖戦、パレスチナ解放人民戦線、といった他のパレスチナ政治派閥から批判を浴び、パレスチナ民族イニシアティブはファタハを「国民的合意なしに新政府を樹立した」としてこきおろし、ムスタファの首相任命を「排外政策の強化と分断の深化」と表現した。ムスタファの内閣は同年3月28日に発足。ムスタファはアッバース議長に宛てた声明で、ガザ地区での即時停戦とイスラエル軍の完全撤退、同地区への大規模な人道援助が最優先事項と表明し「復興プロセスの開始と再建の準備を可能にするために（イスラエルの）侵略と入植活動を停止し、ヨルダン川西岸での入植者によるテロを抑制する必要がある」と指摘した。
2024年4月2日現在、外務大臣(外務・移民庁長官)を兼務しており、同年10月24日には、岩屋毅外相と電話会談して、岩屋からガザ地区で続くイスラエルとハマースの戦闘停止の重要性を強調した上で、今後の復旧・復興の段階で日本として役割を果たす決意だとの伝達を受けた。